# Barry (serie de televisión)
Barry es una serie de televisión estadounidense de comedia creada por Alec Berg y Bill Hader para HBO, estrenada el 25 de marzo de 2018 y finalizada el 28 de mayo de 2023 con 4 temporadas y 32 episodios. Es protagonizada por Hader, quien encarna a Barry Berkman, un asesino a sueldo depresivo que viaja a Los Ángeles para ejecutar a un aspirante a actor y, en el proceso, descubre que quiere comenzar una nueva vida como actor. Stephen Root, Sarah Goldberg, Anthony Carrigan y Henry Winkler también protagonizan la serie.
Barry recibió elogios de la crítica, y la mayoría de los elogios fueron para su dirección, escritura, originalidad, humor, personajes y actuaciones (particularmente las de Hader y Winkler). Varios críticos la han calificado como una de las mejores series de televisión de todos los tiempos. 
La serie ha recibido varios elogios, incluidas 44 nominaciones a los premios Primetime Emmy. Hader ganó dos veces el premio al Mejor Actor Principal en una Serie de Comedia, mientras que Winkler ganó el premio al Mejor Actor de Reparto en una Serie de Comedia por su actuación en la primera temporada. Para la segunda temporada, Winkler, Root y Carrigan recibieron nominaciones al Emmy como Mejor Actor de Reparto, mientras que Goldberg recibió una nominación como Mejor Actriz de Reparto. Hader, Winkler y Carrigan recibieron cada uno otra nominación para la tercera temporada. Las cuatro temporadas de Barry fueron nominadas al premio Primetime Emmy a la mejor serie de comedia.

## Sinopsis
La serie gira alrededor de Barry Berkman, un exmilitar depresivo convertido en sicario del Medio Oeste estadounidense que viaja a Los Ángeles para llevar a cabo un trabajo. Allí conoce a un grupo de aspirantes a actores de la escena teatral de Los Ángeles y descubre que quiere dejar atrás su carrera criminal y comenzar una nueva vida como aspirante a actor.

## Reparto

### Principales
- Bill Hader como Barry Berkman / Barry Block: Un ex soldado de primera clase deprimido de los Marines de EE. UU. y veterano de Afganistán que trabaja como sicario pero se siente atraído por la conexión humana en una clase de actuación. La lucha del personaje contra la ansiedad en una profesión para la que posee un talento natural se inspiró en la experiencia de Hader como miembro del elenco de Saturday Night Live. [2] Según los primeros borradores del guion del episodio piloto, el apellido de Barry estaba previsto originalmente como "Belkin".
- Stephen Root como Monroe Fuches: Un viejo amigo de la familia de Barry, quien lo preparó para su carrera posmilitar como sicario.
- Sarah Goldberg como Sally Reed: Una aspirante a actriz talentosa pero en apuros de Joplin, Missouri.
- Anthony Carrigan como NoHo Hank: Un miembro demasiado positivo e ingenuo de la mafia chechena. Originalmente planeado para ser asesinado por Barry en el episodio piloto, Hank se convirtió en un personaje regular de la serie después de que la actuación de Carrigan impresionara a los creadores.[3]
- Henry Winkler como Gene Cousineau: Un excéntrico entrenador de actuación y mentor de Barry cuyos días de gloria como intérprete quedaron atrás.
- Glenn Fleshler como Goran Pazar (temporada 1; invitado en la temporada 3): El líder de la rama de la mafia chechena de Los Ángeles, que emplea a Barry.
- Sarah Burns como Detective Mae Dunn (temporada 3; recurrente en la temporada 2; invitada en la temporada 4): Una investigadora ingenua y obtusa
- Robert Wisdom como Jim Moss (temporada 4; recurrente en la temporada 3): El padre de la detective de LAPD Janice Moss

### Recurrentes
- Paula Newsome como Detective Janice Moss (principal en temporada 1; invitada en la temporada 2): Una oficial de policía que investiga el asesinato de Ryan Madison, quien inicia una relación intermitente con Gene.
- John Pirrucello como Detective John Loach (temporadas 1 y 2): el compañero perpetuamente deprimido de Moss, que más tarde se encuentra investigando a Barry.
- Michael Irby como Cristóbal Sifuentes: un narcotraficante boliviano con el que los chechenos entran en conflicto, y posteriormente el interés amoroso de Hank.
- Kirby Howell-Baptiste como Sasha Baxter (temporadas 1 y 2; invitada en la temporada 4): una actriz británica en la clase de actuación de Cousineau.
- D'Arcy Carden como Natalie Greer (temporadas 1-3; como invitada en la temporada 4): actriz y amiga de Sally, parte del grupo de actuación de Gene.
- Darrell Britt-Gibson como Jermaine Jefrint (temporadas 1-3): un actor en la clase de actuación de Cousineau.
- Andy Carey como Eric
- Alejandro Furth como Antonio Manuel
- Rightor Doyle como Nick Nicholby
- Mark Ivanir como Vacha / Ruslan
- Nikita Bogolyubov como Mayrbek
- Jessy Hodges como Lindsay Mandel
- Dale Pavinski como Taylor Garrett
- Marcus Brown como Vaughn
- Robert Curtis Brown como Mike Hallman
- Cameron Britton como Simmer
- Karen David como Sharon Lucado
- Chris Marquette como Chris Lucado
- Troy Caylak como Akhmal
- Nick Gracer como Yandal
- James Hiroyuki Liao como Albert Nguyen
- Andrew Leeds como Leo Cousineau
- Zachary Golinger (temporada 4) y Jaeden Martell (invitado en temporada 4) como John: el hijo de Barry y Sally.

### Invitados
- Tyler Jacob Moore como Ryan Madison
- Melissa Villaseñor como Mesera del restaurante
- Larry Hankin como Stovka
- Jon Hamm como Él mismo
- Michael Beach como Detective de la policía
- Patrick Fabian como Space Dad
- Sam Ingraffia como Thomas Friedman
- Daniel Bernhardt como Ronny Proxin
- Jesse Giacomazzi como Lily Proxin
- Jay Roach como Él mismo
- Allison Jones como Ella misma
- Guillermo Del Toro como "El Toro"

## Episodios
| Temporada | Temporada | Episodios | Episodios | Emisión original    | Emisión original    |
| Temporada | Temporada | Episodios | Episodios | Primera emisión     | Última emisión      |
| --------- | --------- | --------- | --------- | ------------------- | ------------------- |
|           | 1         | 8         | 8         | 25 de marzo de 2018 | 13 de mayo de 2018  |
|           | 2         | 8         | 8         | 31 de marzo de 2019 | 19 de mayo de 2019  |
|           | 3         | 8         | 8         | 24 de abril de 2022 | 12 de junio de 2022 |
|           | 4         | 8         | 8         | 16 de abril de 2023 | 28 de mayo de 2023  |

## Producción

### Desarrollo
El 11 de enero de 2016, se informó que HBO le había dado luz verde al episodio piloto, el cual sería dirigido por Bill Hader, quien también lo co-escribiría y produciría junto a Alec Berg. El 2 de junio de 2016, se informó que HBO le había dado a la producción un pedido de serie completa. El 12 de abril de 2018, HBO renovó la serie para una segunda temporada, que se estrenó el 31 de marzo de 2019. El 10 de abril de 2019, HBO renovó la serie para una tercera temporada. El 19 de mayo de 2022, HBO renovó la serie para una cuarta temporada de ocho episodios con Hader dirigiendo los ocho episodios. En marzo de 2023, se confirmó que la cuarta temporada sería la última.

### Casting
En febrero de 2016, se informó que Sarah Goldberg, Glenn Fleshler, Anthony Carrigan, Henry Winkler y Stephen Root habían sido elegidos para papeles principales en el episodio piloto de la serie, que sería protagonizado por el mismo Bill Hader. Para la tercera temporada, Sarah Burns fue ascendida a regular después de tener un papel recurrente en la segunda temporada.

### Rodaje
La fotografía principal de la primera temporada comenzó en 2017 en Los Ángeles.  La segunda temporada se filmó de septiembre de 2018 a diciembre de 2018.
La producción de la tercera temporada se detuvo el 18 de marzo de 2020 debido a la pandemia de COVID-19, antes de que se filmara un solo episodio. El elenco ya se había reunido para leer la mesa de los dos primeros episodios cuando fueron informados. En enero de 2021, Hader reveló que se habían escrito los guiones para las temporadas 3 y 4. El rodaje de la tercera temporada comenzó en agosto de 2021.  La producción de la cuarta temporada comenzó en junio de 2022 en Los Ángeles.

## Recepción
Las cuatro temporadas de Barry han recibido elogios de la crítica. En Rotten Tomatoes, la serie en general tiene una calificación del 98%.  Mientras tanto, en Metacritic, que utiliza una media ponderada, la serie en general recibió una puntuación de 88 sobre 100.  Algunos críticos la han catalogado como una de las mejores series de televisión de todos los tiempos . En las listas de las 100 mejores series de televisión de todos los tiempos publicadas por varias publicaciones, se ubicó en el puesto 91 según Empire,  en el 53 según IGN,  y en el 52 según Rolling Stone.

### Primera temporada
La primera temporada de Barry recibió elogios de la crítica. En el sitio web de agregación de revisiones Rotten Tomatoes, la temporada tiene una calificación de aprobación del 99% con una calificación promedio de 8.2/10, basada en 79 revisiones. El consenso crítico del sitio web dice: "El trastorno de estrés postraumático y la comedia hacen compañeros de cama extrañamente entrañables en Barry, lo que demuestra ser conmovedor".
El sitio web Metacritic asignó a la temporada un puntaje de 83 sobre 100 en base a 28 críticas, lo que indica "aclamación universal".

### Segunda temporada
La segunda temporada también recibió elogios de la crítica. En Rotten Tomatoes, la temporada tiene una calificación de aprobación del 100%, con una calificación promedio de 8.6/10, basada en 33 revisiones. El consenso del sitio dice: "Barry sigue un debut perfecto con una segunda temporada que equilibra la oscuridad con la comedia mientras se mantiene alejada de la indulgencia del antihéroe". En Metacritic, la temporada tiene un puntaje de 87 sobre 100, basado en 14 críticas, lo que indica "aclamación universal".

### Tercera temporada
En Rotten Tomatoes, la temporada tiene una calificación del 100% con una calificación promedio de 8.95/10, según 73 reseñas. El consenso de los críticos del sitio web afirma: "Bill Hader y compañía pueden hacer una reverencia bien merecida: Barry hace su regreso tardío a la pantalla sin perder un paso, conservando su ventaja como una de las ofertas más divertidas e inquietantes de la televisión". En Metacritic , la temporada tiene una puntuación de 94 sobre 100, basada en 19 críticos, lo que indica "aclamación universal".

### Cuarta temporada
En Rotten Tomatoes, la cuarta temporada tiene una calificación del 95% con una calificación promedio de 9/10, basada en 116 reseñas. El consenso de críticos del sitio web afirma: "Lo que comenzó como una comedia macabra ahora está casi completamente desprovisto de alegría genuina, pero la magistral crítica del estrellato de Bill Hader cierra el telón con un bis increíble". En Metacritic, la temporada tiene una puntuación de 90 sobre 100, basada en 23 críticas, lo que indica "aclamación universal".

## Premios y nominaciones
| Año  | Premio                                           | Categoría                                                     | Nominado(s) | Resultado | Ref.          |
| ---- | ------------------------------------------------ | ------------------------------------------------------------- | --- | --------- | ------------- |
| 2018 | Premios de la Asociación de Críticos Televisivos | Mejor programa de comedia                                     | Barry | Nominado  | [ 31 ]        |
| 2018 | Premios de la Asociación de Críticos Televisivos | Mejor programa nuevo                                          | Barry | Nominado  | [ 31 ]        |
| 2018 | Premios de la Asociación de Críticos Televisivos | Logro individual en comedia                                   | Bill Hader | Nominado  | [ 31 ]        |
| 2018 | Premios Primetime Emmy                           | Mejor comedia                                                 | Barry | Nominado  | [ 32 ] [ 33 ] |
| 2018 | Premios Primetime Emmy                           | Mejor actor de comedia                                        | Bill Hader | Ganador   | [ 32 ] [ 33 ] |
| 2018 | Premios Primetime Emmy                           | Mejor actor de reparto en comedia                             | Henry Winkler | Ganador   | [ 32 ] [ 33 ] |
| 2018 | Premios Primetime Emmy                           | Mejor director en comedia                                     | Bill Hader (por "Chapter One: Make Your Mark") | Nominado  | [ 32 ] [ 33 ] |
| 2018 | Premios Primetime Emmy                           | Mejor guion en comedia                                        | Alec Berg y Bill Hader (por "Chapter One: Make Your Mark") | Nominado  | [ 32 ] [ 33 ] |
| 2018 | Premios Primetime Emmy                           | Mejor guion en comedia                                        | Liz Sarnoff (por "Chapter Seven: Loud, Fast and Keep Going") | Nominado  | [ 32 ] [ 33 ] |
| 2018 | Primetime Creative Arts Emmy Awards              | Mejor elenco en serie de comedia                              | Sharon Bialy y Sherry Thomas | Nominado  | [ 32 ] [ 34 ] |
| 2018 | Primetime Creative Arts Emmy Awards              | Mejor cinematografía para una serie de una cámara             | Paula Huidobro (por "Chapter Eight: Know Your Truth") | Nominado  | [ 32 ] [ 34 ] |
| 2018 | Primetime Creative Arts Emmy Awards              | Mejor narrador                                                | Tyler B. Robinson, Eric Schoonover y Amber Haley (por "Chapter Seven: Loud, Fast and Keep Going") | Nominado  | [ 32 ] [ 34 ] |
| 2018 | Primetime Creative Arts Emmy Awards              | Mejor edición para una serie de comedia                       | Jeff Buchanan (por "Chapter Seven: Loud, Fast and Keep Going") | Nominado  | [ 32 ] [ 34 ] |
| 2018 | Primetime Creative Arts Emmy Awards              | Mejor edición para una serie de comedia                       | Kyle Reiter (por "Chapter Eight: Know Your Truth") | Nominado  | [ 32 ] [ 34 ] |
| 2018 | Primetime Creative Arts Emmy Awards              | Mejor sonido en una serie de comedia o drama                  | Matthew E. Taylor, Sean Heissinger, Rickley W. Dumm, Michael Brake, Hilda Hodges y Rick Owens (por "Chapter Seven: Loud, Fast and Keep Going")                                                                                      | Nominado  | [ 32 ] [ 34 ] |
| 2018 | Primetime Creative Arts Emmy Awards              | Mejor mezcla de sonido en una serie de comedia o drama        | Todd Beckett, Elmo Ponsdomenech y Benjamin Patrick (por "Chapter Seven: Loud, Fast and Keep Going") | Ganador   | [ 32 ] [ 34 ] |
| 2018 | Premios del American Film Institute              | Programa del año                                              | Barry | Ganador   | [ 35 ]        |
| 2019 | Premios Globos de Oro                            | Mejor serie de televisión de comedia o drama                  | Barry | Nominado  | [ 36 ]        |
| 2019 | Premios Globos de Oro                            | Mejor actor en serie de televisión musical o comedia          | Bill Hader | Nominado  | [ 36 ]        |
| 2019 | Premios Globos de Oro                            | Mejor actor de reparto en una serie o miniserie de televisión | Henry Winkler | Nominado  | [ 36 ]        |
| 2019 | Premios Dorian                                   | Comedia del año                                               | Barry | Nominado  | [ 37 ] [ 38 ] |
| 2019 | Premios de la Crítica Televisiva                 | Mejor comedia                                                 | Barry | Nominado  | [ 39 ]        |
| 2019 | Premios de la Crítica Televisiva                 | Mejor actor de comedia                                        | Bill Hader | Ganador   | [ 39 ]        |
| 2019 | Premios de la Crítica Televisiva                 | Mejor actor de reparto en comedia                             | Henry Winkler | Ganador   | [ 39 ]        |
| 2019 | Premios del Sindicato de Productores de América  | Mejor episodio de comedia                                     | Alec Berg, Bill Hader, Aida Rodgers, Emily Heller y Liz Sarnoff | Nominado  | [ 40 ]        |
| 2019 | Premios del Sindicato de Actores                 | Mejor interpretación en conjunto en una comedia               | Darrell Britt-Gibson, D'Arcy Carden, Andy Carey, Anthony Carrigan, Rightor Doyle, Glenn Fleshler, Alejandro Furth, Sarah Goldberg, Bill Hader, Kirby Howell-Baptiste, Paula Newsome, John Pirruccello, Stephen Root y Henry Winkler | Nominado  | [ 41 ]        |
| 2019 | Premios del Sindicato de Actores                 | Mejor actor masculino en una serie de comedia                 | Bill Hader | Nominado  | [ 41 ]        |
| 2019 | Premios del Sindicato de Actores                 | Mejor actor de reparto en una serie de comedia                | Henry Winkler | Nominado  | [ 41 ]        |
| 2019 | Premios Artios                                   | Mejor elenco en comedia                                       | Sherry Thomas, Sharon Bialy y Stacia Kimler (asociada) | Nominado  | [ 42 ]        |
| 2019 | Premios American Cinema Editors Eddie            | Mejor edición en comedia                                      | Jeff Buchanan (por "Chapter One: Make Your Mark") | Nominado  | [ 43 ]        |
| 2019 | Premios del Sindicato de Directores              | Mejor director de comedia                                     | Bill Hader (por "Chapter One: Make Your Mark") | Ganador   | [ 44 ]        |
| 2019 | Premios de la Cinema Audio Society               | Mejor mezcla de sonido en una serie de televisión             | Benjamin A. Patrick, Elmo Ponsdomenech, Todd Beckett, David Wingo, Aaron Hasson y John Sanacore (por "Chapter Seven: Loud, Fast, and Keep Going")                                                                                   | Nominado  | [ 45 ]        |
| 2019 | Premios Golden Reel                              | Mejor transmisión                                             | Por "Chapter Seven: Loud, Fast, and Keep Going" | Nominado  | [ 46 ]        |
| 2019 | Premios del Sindicato de Guionistas de América   | Mejor equipo de escritores en una serie de comedia            | Alec Berg, Duffy Boudreau, Bill Hader, Emily Heller, Liz Sarnoff, Ben Smith y Sarah Solemani | Nominado  | [ 47 ]        |
| 2019 | Premios del Sindicato de Guionistas de América   | Mejor serie nueva                                             | Alec Berg, Duffy Boudreau, Bill Hader, Emily Heller, Liz Sarnoff, Ben Smith y Sarah Solemani | Ganador   | [ 47 ]        |
| 2019 | Premios del Sindicato de Guionistas de América   | Mejor episodio de comedia                                     | Alec Berg y Bill Hader (por "Chapter One: Make Your Mark") | Ganador   | [ 47 ]        |
| 2019 | Premios Satellite                                | Mejor serie de televisión musical o de comedia                | Barry | Nominado  | [ 48 ] [ 49 ] |
| 2019 | Premios Satellite                                | Mejor actor en musical o comedia                              | Bill Hader | Ganador   | [ 48 ] [ 49 ] |
| 2019 | Premios Shorty                                   | Mejor programa                                                | Barry | Nominado  | [ 50 ]        |
| 2019 | Premios Peabody                                  | Mejor programa de entretenimiento                             | Barry | Ganador   | [ 51 ]        |
| 2019 | Premios de la Asociación de Críticos Televisivos | Mejor programa de comedia                                     | Barry | Nominado  | [ 52 ]        |
| 2019 | Premios de la Asociación de Críticos Televisivos | Mejor actor de comedia                                        | Bill Hader | Nominado  | [ 52 ]        |
| 2019 | Premios Primetime Emmy                           | Mejor comedia                                                 | Barry | Nominado  | [ 53 ] [ 54 ] |
| 2019 | Premios Primetime Emmy                           | Mejor actor de comedia                                        | Bill Hader | Ganador   | [ 53 ] [ 54 ] |
| 2019 | Premios Primetime Emmy                           | Mejor actor de reparto en comedia                             | Anthony Carrigan | Nominado  | [ 53 ] [ 54 ] |
| 2019 | Premios Primetime Emmy                           | Mejor actor de reparto en comedia                             | Stephen Root | Nominado  | [ 53 ] [ 54 ] |
| 2019 | Premios Primetime Emmy                           | Mejor actor de reparto en comedia                             | Henry Winkler | Nominado  | [ 53 ] [ 54 ] |
| 2019 | Premios Primetime Emmy                           | Mejor actriz de reparto en comedia                            | Sarah Goldberg | Nominada  | [ 53 ] [ 54 ] |
| 2019 | Premios Primetime Emmy                           | mejor director en una serie de comedia                        | Alec Berg (por "The Audition") | Nominado  | [ 53 ] [ 54 ] |
| 2019 | Premios Primetime Emmy                           | mejor director en una serie de comedia                        | Bill Hader (por "Ronny/Lily") | Nominado  | [ 53 ] [ 54 ] |
| 2019 | Premios Primetime Emmy                           | Mejor guion para una serie de comedia                         | Alec Berg y Bill Hader (por "Ronny/Lily") | Nominado  | [ 53 ] [ 54 ] |
| 2019 | Primetime Creative Arts Emmy Awards              | Mejor elenco en una serie de comedia                          | Sharon Bialy y Sherry Thomas | Nominado  | [ 53 ] [ 54 ] |
| 2019 | Primetime Creative Arts Emmy Awards              | Mejor tema musical compuesto para una serie                   | David Wingo (por "What?") | Nominado  | [ 53 ] [ 54 ] |
| 2019 | Primetime Creative Arts Emmy Awards              | Mejor equipo de diseño                                        | Tyler B. Robinson, Eric Schoonover y Rachael Ferrara (por "Ronny/Lily") | Nominado  | [ 53 ] [ 54 ] |
| 2019 | Primetime Creative Arts Emmy Awards              | Mejor dirección en comedia                                    | Jeff Buchanan (por "Ronny/Lily") | Nominado  | [ 53 ] [ 54 ] |
| 2019 | Primetime Creative Arts Emmy Awards              | Mejor dirección en comedia                                    | Kyle Reiter (por "Berkman > Block") | Nominado  | [ 53 ] [ 54 ] |
| 2019 | Primetime Creative Arts Emmy Awards              | Mejor sonido y animación en una serie de comedia o drama      | Matthew E. Taylor, Mark Allen, Rickley W. Dumm, John Creed, Harrison Meyle, Michael Brake, Clayton Weber, Alyson Dee Moore y Chris Moriana (por "Ronny/Lily")                                                                       | Nominado  | [ 53 ] [ 54 ] |
| 2019 | Primetime Creative Arts Emmy Awards              | Mejor mezcla de sonido en una serie de comedia o drama        | Jason "Frenchie" Gaya, Elmo Ponsdomenech, Aaron Hasson y Benjamin Patrick (por "Ronny/Lily") | Ganador   | [ 53 ] [ 54 ] |
| 2019 | Primetime Creative Arts Emmy Awards              | Mejor programa de comedia o drama                             | Wade Allen | Nominado  | [ 53 ] [ 54 ] |